# Muckendorf-Wipfing
Muckendorf-Wipfing est une commune autrichienne du district de Tulln en Basse-Autriche.